# Szparkosz okrężnicy
Szparkosz okrężnicy (Balantidium coli) – gatunek kosmopolitycznego orzęska, występującego głównie w klimacie równikowym (tropikalnym). U wielu gatunków zwierząt (także ludzi) wywołuje balantidiozę.

## Morfologia

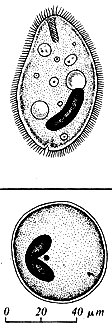
Porównanie trofozoita (góra) oraz cysty (dół) tego gatunku

Owalny trofozoit ma średnicę 30–150 μm i jest pokryty gęstymi, krótkimi rzęskami, wychodzącymi z kinetosomów. W jego wnętrzu znajdują się cytostom (służący do pobierania pokarmu) oraz cytopyge (służące do usuwania niestrawionych resztek). W cytoplazmie (zróżnicowanej na ektoplazmę i endoplazmę) zawieszone są dwie wodniczki tętniące i wodniczki pokarmowe (wewnątrz których widoczne są m.in. erytrocyty i bakterie). W aparacie jądrowym występuje makronukleus i mikronukleus.
Cysta jest owalna i ma średnicę 45–80 μm.

## Biologia

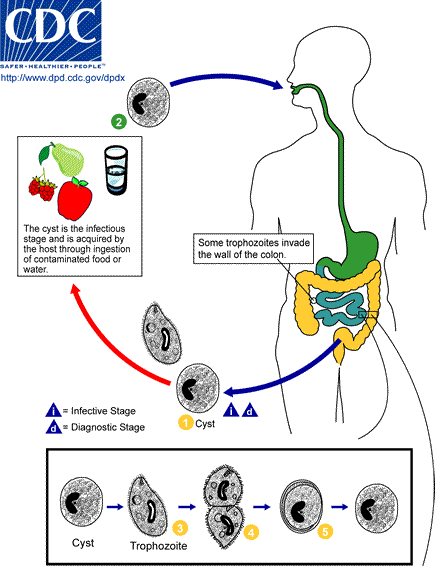
Cykl życiowy szparkosza okrężnicy

Trofozoity wydostają się z cyst i przechodzą do jelita grubego, gdzie rozmnażają się przez podział poprzeczny. Część z nich wydziela hialuronidazę i wnika do przestrzeni międzykomórkowych, natomiast pozostałe koniugują. Niektóre trofozoity po koniugacji przechodzą incystację (przekształcają się w cysty) i są wydalane wraz z kałem do środowiska zewnętrznego.